# Studentprinsen (operett)
Studentprinsen (engelska: The Student Prince in Heidelberg, senare förkortad till The Student Prince) är en operett i fyra akter med musik av Sigmund Romberg och libretto och sångtexter av Dorothy Donnelly, efter Wilhelm Meyer-Försters pjäs Gamla Heidelberg. Verket innehåller element av melodram men saknar den heroiska stil som annars återfinns i Rombergs verk. Handlingen är mestadels trogen pjäsen.

## Historia
1899 skrev författaren Wilhelm Meyer-Förster en romantisk komedi som löst byggde på historien om en tysk prins från Karlsruhe som hade en kärleksaffär med en ofrälse dam under sin tid vid universitetet Ruprecht-Karls-Universität Heidelberg i Heidelberg. Romanen gjordes om till pjäs och blev en succé i Tyskland och Österrike. När Romberg och Donnelly skrev sin operett behöll de åtminstone en av de familjära studentsångerna från pjäsen: Gaudeamus igitur. 1924 gjordes provföreställningar av operetten med titeln In Heidelberg. Producenterna var inte glada över det sorgliga slutet och över den operamässiga tenorarian " The Serenade", men Romberg vägrade ändra något. Han bannlystes från repetitionerna, Romberg kontaktade sina advokater och saken avgjordes slutligen till Rombergs fördel.
Studentprinsen hade premiär den 2 december 1924 på Jolson's 59th Street Theatre på Broadway i New York. Kören "Chorus of 100" sjöng sina marsch- och dryckessånger med emfas, de senare var särskilt uppskattade av publiken då förbudstiden rådde i USA. Operetten var succé från start och kom att spelas 608 gånger, den längsta speltiden på Broadway under hela 1920-talet. Till och med Jerome Kerns klassiker Teaterbåten, 1920-talets stora framgång, framfördes endast 572 gånger. Broadwayproducenterna såg till att få ut så mycket som möjligt av framgången genom att skicka ut nio extremt påkostade turnéversioner över hela den amerikanska kontinenten, vilka kom att turnera i åratal.
1927 gjorde Ernst Lubitsch en stumfilm, även den byggd på Försters verk, med titeln Gamla Heidelberg och med Ramon Novarro och Norma Shearer i huvudrollerna. Filmen använde emellertid inte Rombergs musik förutom sången Gaudeamus Igitur. Två gånger hade Studentprinsen nypremiär på Broadway, 1931 och 1943. Mario Lanza medverkan på ljudspåret till filmatiseringen av operetten 1954, Studentprinsen, förnyade operettens många sånger. Kompositören Nicholas Brodszky och textförfattaren Paul Francis Webster skrev tre nya sånger till filmen. Två av sångerna - "I'll Walk with God" och "Beloved", liksom " The Serenade" – kom att bli intimt förknippade med Lanza, även om rollen i filmen spelades av den brittiske skådespelaren Edmund Purdom, som mimade till Lanzas insjungning. Författaren Richard Traubner konstaterade ironiskt att Lanza hade rösten och Purdom hade utseendet - ingen av dem hade båda.

## Påverkan
Studentprinsen påverkade synen på centraleuropeisk Studentenverbindung. Historikern Marianne Rachel Sanua skrev:
"Bilden av de centraleuropeiska studentföreningarna med sitt öldrickande, kamratskap, heta diskussioner och fysisk aktivitet liksom politisk debatt hade sin inverkan på amerikanska unga män, särskilt de som hade möjligheten att studera vid universitet i Tyskland, Österrike och Tjeckoslovakien. Romaner och den populära operetten Studentprinsen, som utspelas i det tyska universitetet i Heidelberg, präntade i publiken in hjältemodet, glädjen och idyllen hos det europeiska studentlivet.
Precis som musicalen The Sound of Music (1959), och framför allt filmatiseringen The Sound of Music (1965), frammanade Studentprinsen bilden av ett uråldrigt Dröm-Europa hos den amerikanska publiken. Det faktum att prinsen blir kär i värdshusvärdens dotter men tvingas avstå från henne på grund av sin höga börd uppfattades i Amerika som exotiskt, liksom senare i musicalen The King and I. Samma betydelse som The Sound of Music skulle komma att få för turismen i Salzburg hade Studentprinsen för Heidelberg. Den ursprungliga pjäsen har visats på Heidelbergs slottfestival sedan 1974 på initiativ av regissören Helmut Hein. Under lång tid framfördes det varje år på gården på Heidelbergs slottsruin.

## Personer
- Prins Karl Franz – Howard Marsh
- Dr. Engel (prinsens lärare) – Greek Evans
- Kathie (Ruders brorsdotter) – Ilse Marvenga
- Ruder (Värdshusvärd på Inn of Three Gold Apples) – W. H. White
- Lutz (prinsens betjänt) – George Hassell
- Prinsessan Margaret (fästmö till prins Karl Franz) – Roberta Beatty
- Detlef (en studentledare) – Raymond Marlowe
- Von Asterberg (en annan studentledare) – Paul Kleeman
- Lucas (en annan studentledare) – Frederic Wolff
- Kapten Tarnitz – John Coast
- Gretchen (en ung servitris på värdshuset) – Violet Carlson
- Hubert (Lutzs betjänt) – Charles Williams
- Countess Leyden (prinsessans hovdam) – Dagmar Oakland
- Toni (en servitör) – Adolph Link
- Greve Von Mark (premiärminister i Karlsberg) – Fuller Mellish
- Storhertiginnan Anastasia (Prinsessan Margarets moder) – Florence Morrison
- Rudolph – Lucius Metz
- Baron Arnheim – Robert Calley
- Kapten för vakterna – Conrad Sparin
- Nicolas – Fred Wilson

## Handling
Prolog
Prins Karl Franz är arvtagare till det (fiktiva) tyska kungariket Karlsberg. Han har vuxit upp faderlös under ganska dystra militära förhållanden i slottet ("By our bearing so sedate"). Han har utbildats av lärare, särskilt av den vänlige doktor Engel, som har lärt honom sångerna från sitt alma mater, det vördnadsfulla universitetet i Heidelberg ("Golden Days"). Karl Franz har lovats bort i äktenskap sedan barndomen till prinsessan Margaret (Johanna i vissa versioner), men han har aldrig träffat henne. Hans farfar, kung Ferdinand, skickar honom inkognito  till universitetet, för att leva som en vanlig student och förbättra sina sociala färdigheter. Karl Franz sätter iväg under doktor Engels vaksamma ögon, tillsammans med sin vackre betjänt Lutz, som har sin egen assistent, Hubert.
Akt I 
I Heidelberg äger Herr Ruder det rustika värdshuset "Inn of Three Gold Apples" ("Garlands Bright"). Hans vackra systerdotter Kathie serverar bord i värdshusets ölträdgård. Värdshuset är mycket populärt bland eleverna, som åker dit för att dricka och sjunga ("Drink! Drink! Drink!", "To the Inn We're Marching"). Karl Franz, Lutz och Hubert anländer till vårterminen och tar rum på Three Gold Apples, till glädje för Engel och avsky för Lutz ("In Heidelberg Fair", "Welcome to Prince"). Karl blir kär, nästan vid första anblicken, i Kathie, som återgäldar tillgivenheten ("Deep in My Heart, Dear"). Men han är en kunglig arvinge och hon är en vanlig flicka.
Karl Franz blir också vän med tre studenter, Detlef, Lucas och von Asterberg, och delar kamratskapet i studentlivet med nätter av entusiastiskt drickande och sång ("Overhead the Moon is Beaming"). Han går med i deras studentkår ("Come Sir, Will You Join Our Noble Saxon Corps?").
Akt II
Allt eftersom terminen går fortsätter Karl Franz och hans vänner att njuta av studentlivet ("Farmer Jacob Lay-a-Snoring", "Students 'Life"). I slutet av terminen är Karl Franz och Kathie djupt kär.
Men då får Karl Franz ett överraskningsbesök från prinsessan Margaret och hennes mamma. De meddelar att kungen är sjuk och befaller prinsen att återvända hem för förlovningsceremonin med prinsessan. När de har gått överväger Karl Franz och Kathie att fly till Paris. Men doktor Engel och greve von Mark (Karlsbergs premiärminister) påminner prinsen om hans plikt mot sitt kungarike. Karl Franz accepterar motvilligt att lyda kungens befallning. Han lovar Kathie att han snart kommer tillbaka ("Farewell, Dear"). Han tar avsked av sina vänner ("Thoughts Will Come Back to Me"), och studenterna hälsar universitetet ("Gaudeamus Igitur").
Akt III
Tillbaka i Karlsberg går det två år och Karl Franz kan inte återvända till Heidelberg. Hans farfar har dött och Karl Franz är nu kung. Hans liv är bunden vid ceremonierna ("Waltz Ensemble"). Prinsessan Margaret har också haft ett hemligt förhållande med en annan man, kapten Tarnitz ("Just We Two"). Men som kung måste Karl Franz hålla fast vid förlovningen med Margaret ("Gavotte"). Margaret vet att Karl Franz länge har sökt efter en gammal kärlek, och hon har hört rykten om att han i Heidelberg blev kär i krögarens systerdotter.
Från Heidelberg kommer nyheten att doktor Engel har dött. Karl Franz övertalas att besöka Heidelberg för en kort återförening med sina gamla vänner, och han hoppas få se Kathie igen ("What Memories").
Akt IV
Prinsessan Margaret åker först till Heidelberg och besöker Kathie i hemlighet. Margaret övertalar henne att för kungarikets bästa måste hon bryta med Karl Franz. De kommer överens om att Kathie ska berätta för Karl Franz att hon är kär i en annan man och ska gifta sig med honom. Karl Franz kommer då äntligen att acceptera Margaret, som har älskat honom. Under tiden fortsätter Heidelbergs elever sina glada lekar ("Sing a Little Song", "To the Inn We're Marching (repris)", "Overhead the Moon is Beaming (repris)", "Come Boys, Let's All Be Gay Boys").
Karl Franz anländer, träffar sina gamla vänner och besöker Kathie. Trots sitt löfte berättar hon för honom om sin fiktiva nya kärlek och planer att gifta sig. Karl Franz bestämmer sig för att gifta sig med Margaret utan ytterligare dröjsmål, men Kathie kommer alltid att vara hans sanna kärlek ("Deep in My Heart Dear (repris)").

## Musiknummer
Prolog
- By Our Bearing So Sedate – Fyra lakejer
- Golden Days – Prins Karl Franz och Dr. Engel; i 1954 års film sjungen av prinsen

Akt 1
- Garlands Bright – Ruder, Gretchen, Blomsterflickor och servitriser
- Dryckessång (Drink! Drink! Drink!) – Detlef och studenterna; i 1954 års film Karl Franz och studenterna
- To the Inn We're Marching – Detlef, Von Asterberg, Lucas, Kathie och studenterna
- In Heidelberg Fair – Karl Franz och Dr. Engel
- Welcome to Prince – Kathie, Ruder, Gretchen och flickorna
- Deep in My Heart, Dear – Karl Franz och Kathie
- Serenade (Overhead the Moon is Beaming) – Karl Franz, Detlef, Lucas, Von Asterberg och studenterna
- Come Sir, Will You Join Our Noble Saxon Corps – Karl Franz, Kathie, Detlef och övriga

Akt 2
- Farmer Jacob (Lay-a-Snoring) – Detlef och studentern
- Students' Life – Karl Franz, Kathie, Dr. Engel, Gretchen, Detlef, Lucas, Von Asterberg och åtta studenter
- Farewell, Dear – Karl Franz och Kathie
- Thoughts Will Come Back to Me – Karl Franz, Kathie och studenterna
- Gaudeamus igitur – Studenterna

Akt 3
- Waltz Ensemble – Ambassadörer, officerare, grevinnan Leyden, Baron Arnheim och hovdamer
- Just We Two – Prinsessan, kapten Tarnitz och officerare; i 1954 års film prinsen och Kathie
- Gavotte – Karl Franz, prinsessan, kapten Tarnitz, ambassadörer, officerare och hovdamer
- What Memories – Karl Franz

Akt 4
- Sing a Little Song – Studenterna och flickorna
- To the Inn We're Marching (reprise) – Detlef, Von Asterberg och studenterna
- Serenade (Overhead the Moon is Beaming) (reprise) – Detlef och studenterna
- Come Boys, Let's All Be Gay Boys – Studenterna, Detlef och Von Asterberg
- Deep in My Heart Dear (reprise) – Karl Franz, prinsessan, Kathie, Rudolph, Gretchen och övriga